# الأمانة العامة (مكتب إداري)

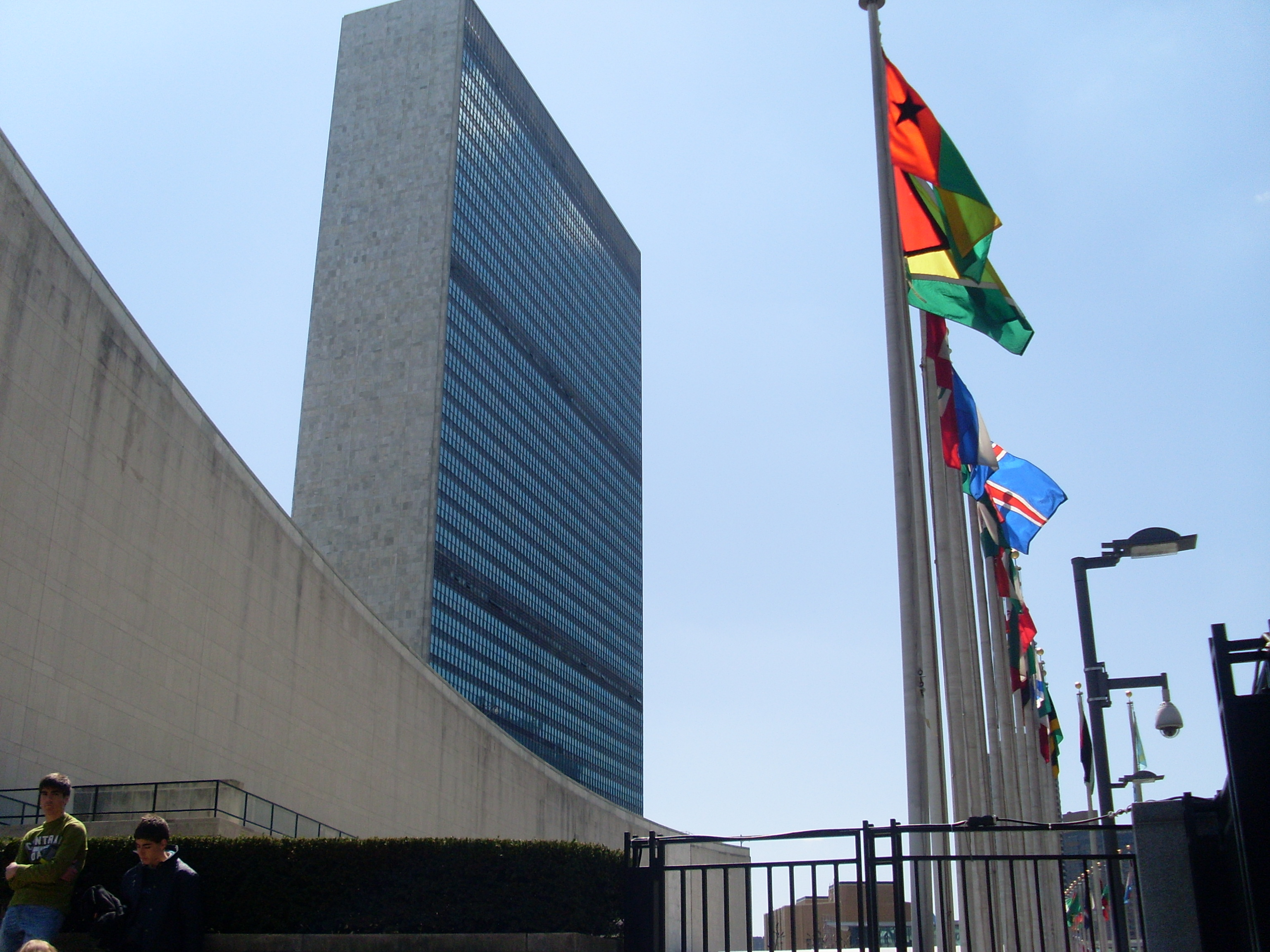
مبنى الأمانة العامة للأمم المتحدة

الأمانة العامة للمنظمة هي الدائرة التي تؤدي مهامها الإدارية المركزية أو السكرتارية العامة. يرتبط المصطلح بشكل خاص بالحكومات والمنظمات الحكومية الدولية مثل الأمم المتحدة، على الرغم من أن بعض المنظمات غير الحكومية (على سبيل المثال، المنظمة الدولية للمعايير  ) تشير أيضًا إلى إدارتها الإدارية باعتبارها أماناتها. يمكن أيضًا الإشارة إلى المبنى أو مجمع المكاتب الذي يضم مثل هذه الإدارة على أنه مبنى أمانته أو أمانته.
في بعض الحالات، لا تكون الأمانة جهازًا بيروقراطيًا، بل هي هيئة تضم منظمة معينة يديرها جميع أعضائها الذين يساعدون بشكل جماعي في تنظيم المجموعة الأكبر، مثل سكرتارية الاتحادات الفوضوية الدولية وهي مكتب يتناوب بشكل غير منتظم بين الاتحادات الأعضاء.